# U.S. Cup 1998
Der U.S. Cup 1998 für Frauenfußballnationalmannschaften fand zwischen dem 12. bis 20. September 1998 in vier US-amerikanischen Städten statt.
Neben der Mannschaft der Vereinigten Staaten traten Brasilien, Russland und Mexiko an. Ohne Verlustpunkt und Gegentor gewannen die US-Frauen das Turnier.
Die US-Nationalspielerin Mia Hamm erzielte im Spiel gegen Russland ihr 100. Länderspieltor.

## Turnierspiele
| 12. September 1998 in Foxborough, MA, Vereinigte Staaten |   |           |      | |                                               |
| Vereinigte Staaten                                       | – | Mexiko    | 9:0  | Mia Hamm , Kristine Lilly , Joy Fawcett Debbie Keller Shannon MacMillan Tiffeny Milbrett Tisha Venturini | Zuschauer: 35.462 Schiedsrichter: Nancy Lay   |
| 15. September 1998 in Oneonta, NY, Vereinigte Staaten    |   |           |      | |                                               |
| Brasilien                                                | – | Russland  | 2:2  | Pretinha , Natalja Barbaschina Olga Letjuschowa                                                          | Zuschauer: 1.872 Schiedsrichter: Al Mazzone   |
| 18. September 1998 in Rochester, NY, Vereinigte Staaten  |   |           |      | |                                               |
| Vereinigte Staaten                                       | – | Russland  | 4:0  | Mia Hamm , Tiffeny Milbrett ,                                                                            | Zuschauer: 12.052 Schiedsrichter: Kari Seitz  |
| 18. September 1998 in Rochester, NY, Vereinigte Staaten  |   |           |      | |                                               |
| Brasilien                                                | – | Mexiko    | 11:0 | Roseli , Pretinha , Nenê                                                                                 | Zuschauer: 12.052 Schiedsrichter: Gerri Cory  |
| 20. September 1998 in Richmond, VA, Vereinigte Staaten   |   |           |      | |                                               |
| Vereinigte Staaten                                       | – | Brasilien | 3:0  | Michelle Akers Joy Fawcett Debbie Keller                                                                 | Zuschauer: 9.147 Schiedsrichter: Sandra Hunt  |
| 20. September 1998 in Richmond, VA, Vereinigte Staaten   |   |           |      | |                                               |
| Russland                                                 | – | Mexiko    | 5:1  | Nadeschda Bossikowa , Irina Grigorjewa Olga Letjuschowa Maribel Domínguez                                | Zuschauer: 9.147 Schiedsrichter: Thomas Perry |

## Abschlusstabelle
| Pl. | Mannschaft         | Sp. | S | U | N | Tore    | Diff. | Punkte |
| --- | ------------------ | --- | - | - | - | ------- | ----- | ------ |
| 1.  | Vereinigte Staaten | 3   | 3 | 0 | 0 | 016:000 | +16   | 09     |
| 2.  | Brasilien          | 3   | 1 | 1 | 1 | 013:500 | +8    | 04     |
| 3.  | Russland           | 3   | 1 | 1 | 1 | 007:700 | ±0    | 04     |
| 4.  | Mexiko             | 3   | 0 | 0 | 3 | 001:250 | −24   | 0      |

## Torschützenliste
| Platz | Spielerin           | Tore |
| ----- | ------------------- | ---- |
| 1     | Pretinha            | 6    |
| 1     | Roseli              | 6    |
| 2     | Mia Hamm            | 4    |
| 3     | Nadeschda Bossikowa | 3    |
| 3     | Tiffeny Milbrett    | 3    |
| 4     | Joy Fawcett         | 2    |
| 4     | Debbie Keller       | 2    |
| 4     | Olga Letjuschowa    | 2    |
| 4     | Kristine Lilly      | 2    |
| 5     | Michelle Akers      | 1    |
| 5     | Natalja Barbaschina | 1    |
| 5     | Maribel Domínguez   | 1    |
| 5     | Irina Grigorjewa    | 1    |
| 5     | Shannon MacMillan   | 1    |
| 5     | Nenê                | 1    |
| 5     | Tisha Venturini     | 1    |